# Laski (województwo małopolskie)
Laski – wieś w Polsce położona w województwie małopolskim, w powiecie olkuskim, w gminie Bolesław.

## Historia
Pierwsze wzmianki o Laskach pochodzą z drugiej połowy XVIII wieku. Szlacheckie Laski, jak je wówczas określano, występują po raz pierwszy w dokumentach razem z Borem Biskupim, Hutkami, Karną i Małobądzem. Inne źródła podają, że w 1598 wymieniona została miejscowość Kuźnica Laski, która należała do parafii w Sławkowie jednak po utworzeniu parafii Bolesław (1798) została do niej przyłączona już pod nazwą Laski.
Dawnymi przysiółkami Lasek były: Biała Kolonia Ujków Nowy, Cegielnia i Karna.
Laski, tak jak inne miejscowości gminy, dzieliły los Bolesławia i były własnością hrabiowskich rodzin bolesławskich.
Uznając za początek powstania Lasek drugą połowę osiemnastego wieku, trzeba wspomnieć o ich pierwszym właścicielu Aleksandrze Saryusz-Romiszewskim herbu Jelita (1740–1795). Romiszewski był burgrabią krakowskim, kasztelanem sądeckim, posłem na Sejm Czteroletni, odznaczony został również orderem św. Stanisława. Prowadził działalność gospodarczą razem z bratem Karolem i siostra Joanną. W 1767 r. bracia podzielili majątek między siebie. W ten sposób Aleksandrowi przypadł majątek z Bolesławiem i Laskami. W Laskach istniał wtedy folwark, karczma, młyn oraz owczarnia.
Aleksander Saryusz-Romiszewski zmarł 6 września 1794 r. i pochowany został w krypcie kościoła w Bolesławiu. W testamencie zapisał swoje dobra córce Zofii, która zarządzała nimi po śmierci ojca. Była ona żoną hrabiego Moszyńskiego, Kawalera Orderu Orła Białego. W 1809 r. Jan Jordan herbu Trąby kupił dobra bolesławskie. Potem odziedziczyła je jego córka Justyna, zamężna z Łąckim.
W 1865 r., po wielokrotnej zmianie właścicieli, Bolesław stał się własnością niemieckiego przemysłowca Gustawa von Kramsta ze Świebodzic. Von Kramst był pruskim radcą handlowym i jednym z największych producentów cynku na Śląsku. Po 1870 r., na mocy umowy z Gustawem von Kramstem, w Laskach osiedlono m.in. mieszkańców ze Starego Ujkowa.
Słownik Geograficzny podaje, że w 1827 r. w Laskach było 26 domów zamieszkanych przez 168 osób. Dzięki sprzyjającym warunkom geograficznym w Laskach istniały aż 2 młyny wodne. Pierwszy młyn stał od 1783 r. nad Sztolnią Ponikowską. Kilkakrotnie zmieniał on właścicieli, z których ostatnim był Stefan Czerniak.
Drugi młyn zaczął działać w 1875 r. Należał do Józefa Krawczyka i znajdował się nad rzeką Biała. W młynie tym zatrudniony był jeden pracownik. Młyn był napędzany kołem wodnym, z czasem zamienionym na turbinę.
W latach 1975–1998 miejscowość administracyjnie należała do województwa katowickiego.